# Berliner Viehmarkt

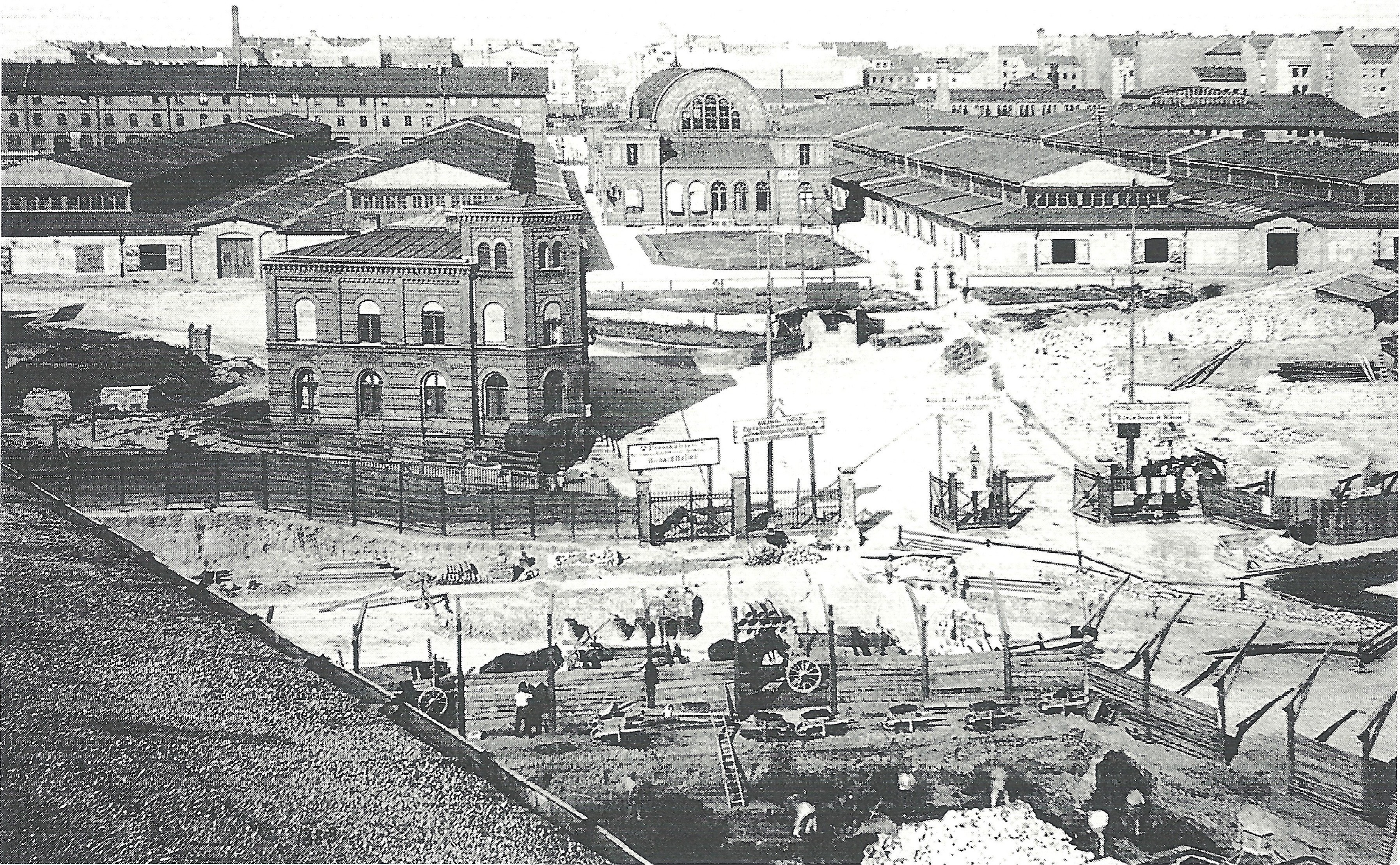
Vieh- und Schlachthof mit Börse 1890

Der Berliner Viehmarkt gehörte zu den ersten deutschen Großschlachtereien Ende des 19. Jahrhunderts. Er war kurze Zeit in Betrieb und lag südlich des Humboldthains an der Brunnenstraße 73–90 im heutigen Berliner Ortsteil Gesundbrunnen. Eigentümer war zeitweise der Großunternehmer Bethel Henry Strousberg, Architekt war August Orth. Schon wenige Jahre nach Eröffnung schloss die Schlachtfabrik wieder, da der große städtische Berliner Centralviehhof an der östlichen Ringbahn seinen Betrieb aufnahm.

## Vorgeschichte

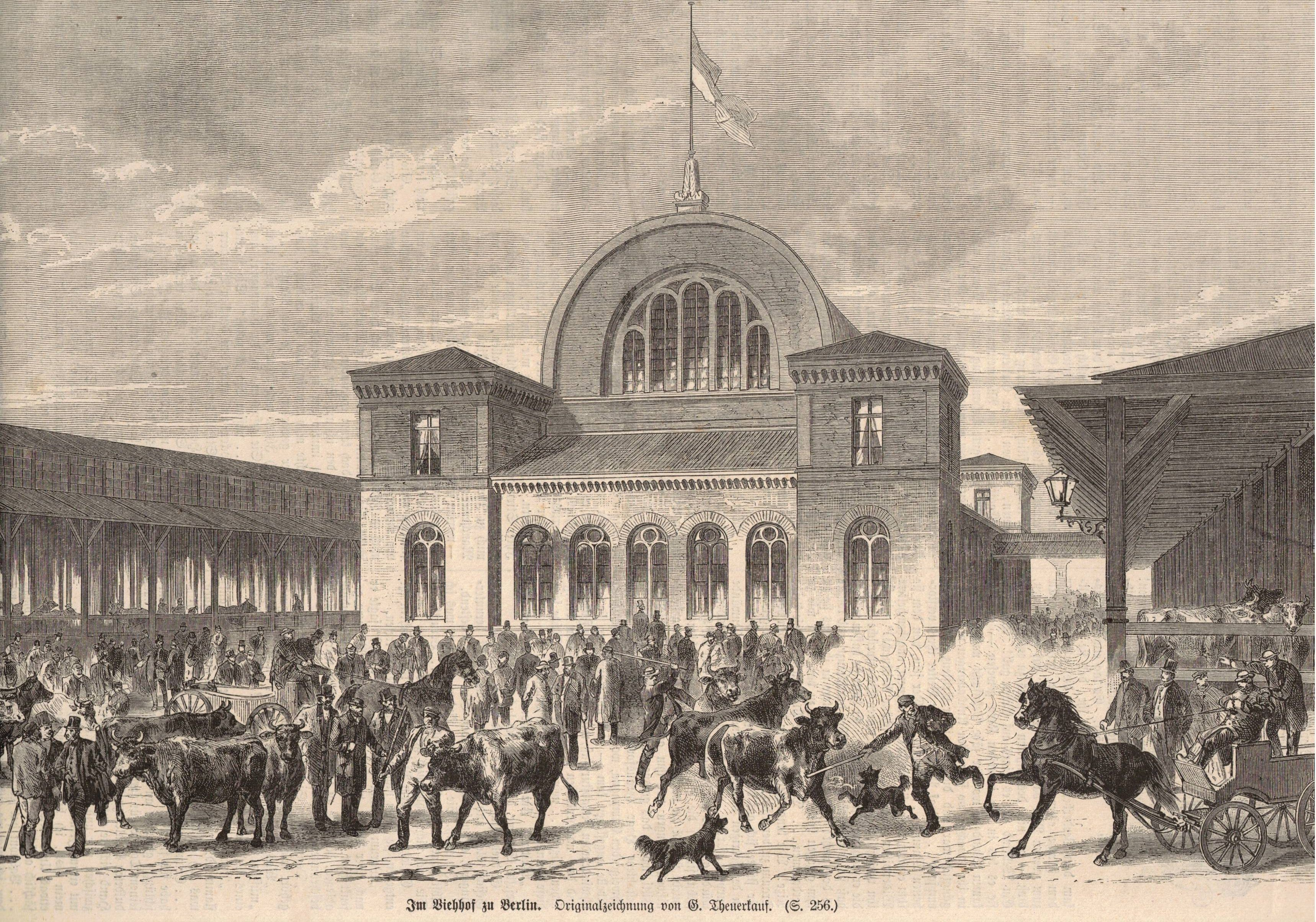
Idealisierte Ansicht des Berliner Viehmarkts 1874

Als Bauherr trat zunächst der Unternehmer Martin Ebers in Erscheinung. Er erhielt am 17. Juni 1867 vom Polizeipräsidium Berlin die Erlaubnis, einen Viehhof zu errichten. Seine Aktivitäten begünstigte, dass die Berliner Stadtverordneten 1868 beschlossen, darauf zu verzichten, „auf Kosten der Stadt einen Viehmarkt und öffentliche Schlachthäuser zu erbauen“. Eine solche öffentliche Konkurrenz hätte die private Investition erheblich gestört. Doch obwohl der Beschluss der Stadtverordneten für die Sponholz & Co. Viehmarkts-Aktiengesellschaft im rechten Moment kam, ging ihr Plan nicht auf. Aufgrund von Finanzierungsproblemen fragte das Unternehmen beim vermögenden „Eisenbahnkönig“ Bethel Henry Strousberg an.

## Bau und Betrieb

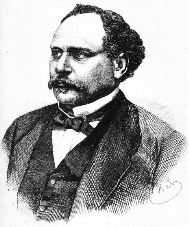
Der Berliner Unternehmer Bethel Henry Strousberg betrieb den Viehmarkt vier Jahre lang.

Der Berliner Großunternehmer Bethel Henry Strousberg kaufte 1868 das Unternehmen und betrieb den Vieh- und Schlachthof bis 1872. Er wollte ihn zusammen mit einer für das damalige Berlin neuartigen zentralen Markthalle entwickeln. Die betreffende Markthalle existierte kurzzeitig an der Friedrichstraße. Die Aktiengesellschaft dieser Zentralhalle hatte er übernommen, „in der Absicht, dieselbe mit dem Viehmarkt zu verbinden und dem Berliner Publikum gutes Fleisch … zu den billigsten Preisen zu liefern“.
Statt der ursprünglichen neun Hektar begann Strousberg damit, 30 Hektar zwischen Brunnen- und Ackerstraße nach Planungen des Architekten August Orth zu bebauen. Die Anlage befand sich im heutigen Stadtteil Brunnenviertel in Berlin-Gesundbrunnen. Straubes Neueste Karte von 1874 zeigt, dass sich die Anlage von der heutigen Gustav-Meyer-Allee bis zur Stralsunder Straße zog und damit die heutige Usedomer Straße und Voltastraße einschloss. In der Ost-West-Ausdehnung reichte es von der heutigen Hussitenstraße bis zur Brunnenstraße. Strousberg sorgte für den betriebseigenen Eisenbahnanschluss an den ersten Abschnitt der 1871 fertiggestellten Berliner Ringbahn. Es soll drei Ladebahnsteige gegeben haben, an denen 150 Eisenbahnwagen gleichzeitig entladen werden konnten. Die Bahntrasse, die den Volkspark Humboldthain umkreist, ist noch heute erkennbar.
1870 waren die Gebäude weitgehend fertiggestellt. Architektonisch dominierte ein Kuppelbau im Zentrum der Anlage. In dem einem Bahnhof nachempfundenen Gebäude befand sich die große Börse für die Viehhändler. Zwei aufwändig gestaltete Eingangsgebäude waren einem repräsentativen Stadttor nachempfunden. Auf dem Gelände gab es Verkaufshallen, Ställe für Schafe und Rinder und Schlachthäuser. Außerdem gab es Desinfektionsanlagen, ein Kesselhaus mit einem Heißwasserreservoir, ein Eishaus und Bürogebäude, insgesamt 24 Bauten.
Das Berliner Intelligenz-Blatt machte am 14. April 1871 die Öffnungszeiten bekannt: „Sommermonate 3 Uhr bis 23 Uhr, Wintermonate 4 Uhr bis 22 Uhr“. Das Unterhaltungsblatt Über Land und Meer schrieb 1874 von einem Gedränge, vor allem montags. Nach dieser Quelle diente der Viehmarkt nicht nur der Versorgung Berlins, sondern auch als Umschlagsplatz für Exporte.
Strousberg verkaufte den Viehmarkt 1872 an die Berliner Viehmarkt-Aktiengesellschaft für 3,75 Millionen Taler.

## Ende

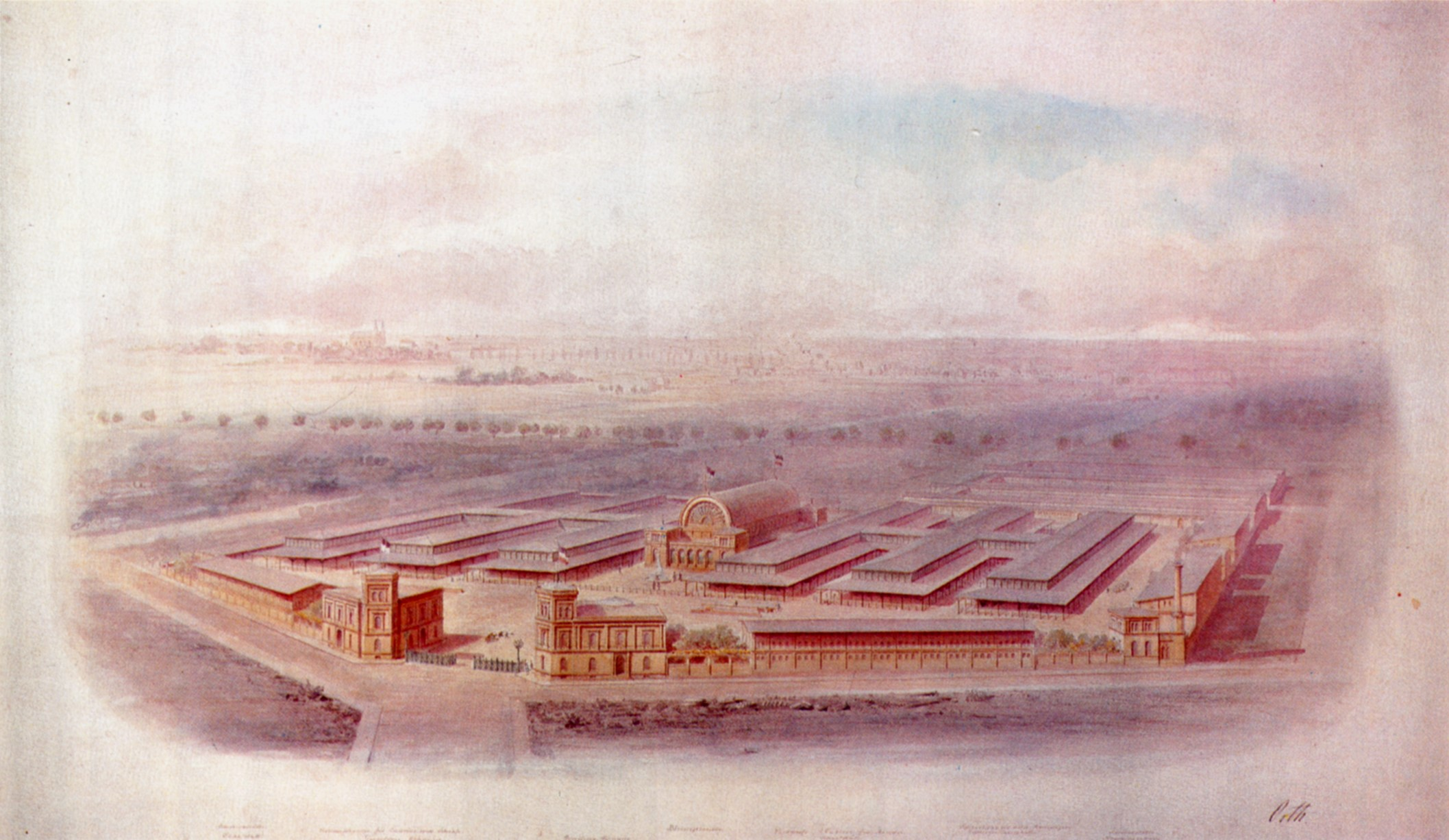
Berliner Viehmarkt am Humboldthain, entworfen vom Architekten August Orth.

Ein privat betriebener zentraler Viehmarkt nach Londoner Vorbild kam in Berlin nicht recht in Gang. 1878 gab es in Berlin 216 kleinere Schlachtbetriebe mit Konzession und 51 „geduldete“. Zudem hatte die preußische Regierung bereits am 18. März 1868 das sogenannte „Schlachtzwanggesetz“ erlassen. Das Gesetz sollte in Preußen und damit auch in Berlin die durch fehlende Hygiene verursachte Fadenwürmer-Krankheit Trichinose zurückdrängen. Das Gesetz ermöglichte es Gemeinden, den Bau kommunaler Schlachthäuser anzugehen. Berlin beschloss 1877 auf der sogenannten Lichtenberger Feldmark (damals im Bezirk Friedrichshain gelegen) den Zentralvieh- und Schlachthof zu bauen. 1883 folgte das Verbot privater Schlachtbetriebe. Der Viehhof im Gesundbrunnen stand viele Jahre leer, einige Zeit dienten die Hallen als Lagerhäuser, später erfolgte der Abriss. Der Eigentümer teilte die Fläche in kleine Einheiten auf, legte Volta-, Watt- und Jasmunder Straße an. Ab 1890 begann die Bebauung mit den typischen Miethäusern der Kaiserzeit. Ein Teil der Flächen erwarb die AEG 1894 und errichtete dort in den folgenden Jahren ein Werk mit mehreren großen Fabriken.